# رويال إكستشينج ، لندن
رويال إكستشينج، لندن (بالإنجليزية: Royal Exchange)‏ مبنى تم تأسيسه في لندن في القرن السادس عشر من قبل التاجر توماس غريشام بناء على اقتراح من جانب ريتشارد كلوف كمركز للتجارة لمدينة لندن. وقد تم توفير الموقع من قبل شركة سيتي أوف لندن وشركة ويرشبفول ميرسدز، الذين لا يزالون يمتلكون التملك الحر، القاعدة المبنى على الشكل شبه منحرف ويحيط بها كورنهيل وثردنيدل شارع، والتي تتلاقى في تقاطع بنوك في قلب المدينة، كان التصميم الأصلي للمبنى مستوحى من البورصة التي كان يرصدها غريشام في أنتويرب كان أول اختصاصي بريطاني مبنى تجاري.
وقد دمرته النار مرتين ثم أعيد بناؤه في وقت لاحق. تم تصميم المبنى الحالي بواسطة ويليام تيت في أربعينيات القرن التاسع عشر. احتل هذا الموقع بشكل ملحوظ سوق التأمين في لويدز منذ ما يقرب من 150 عامًا. اليوم يحتوي رويال ريجنت على مقهى جراند كورتيارد، وبار كوكتيل تراينيدل، ومطعم سوتيرل، ومحلات تجارية فاخرة، ومكاتب.

## معرض صور

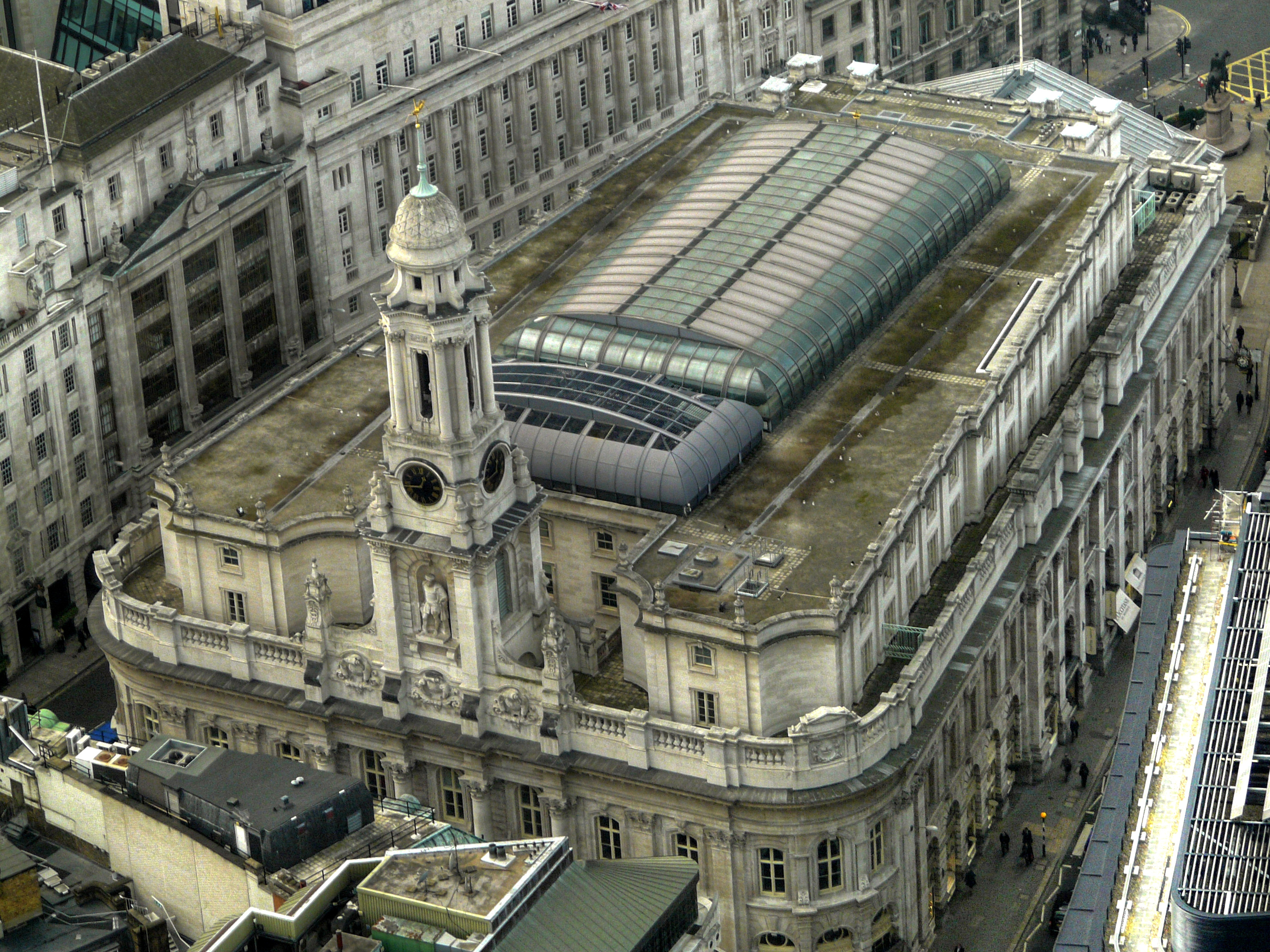
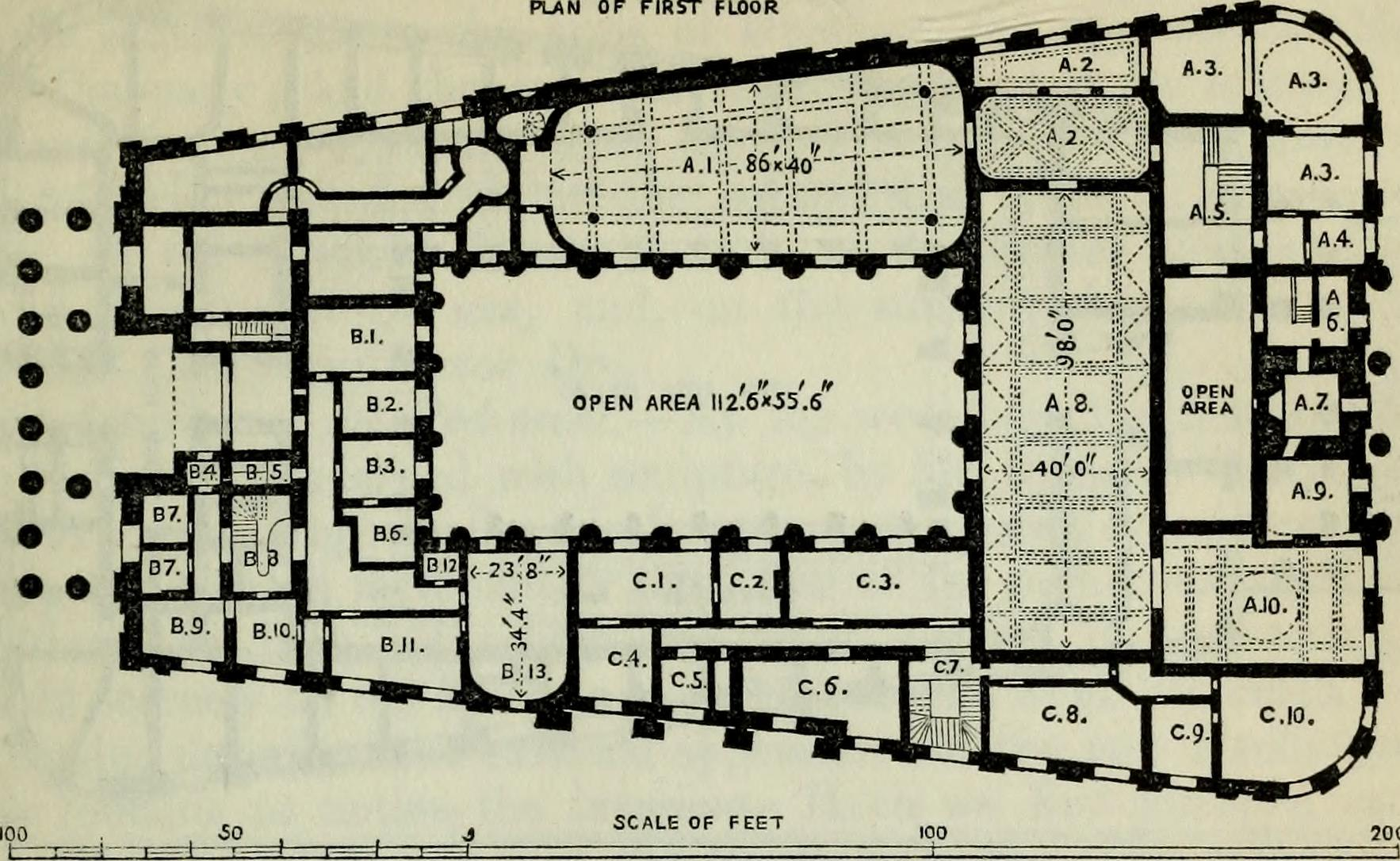
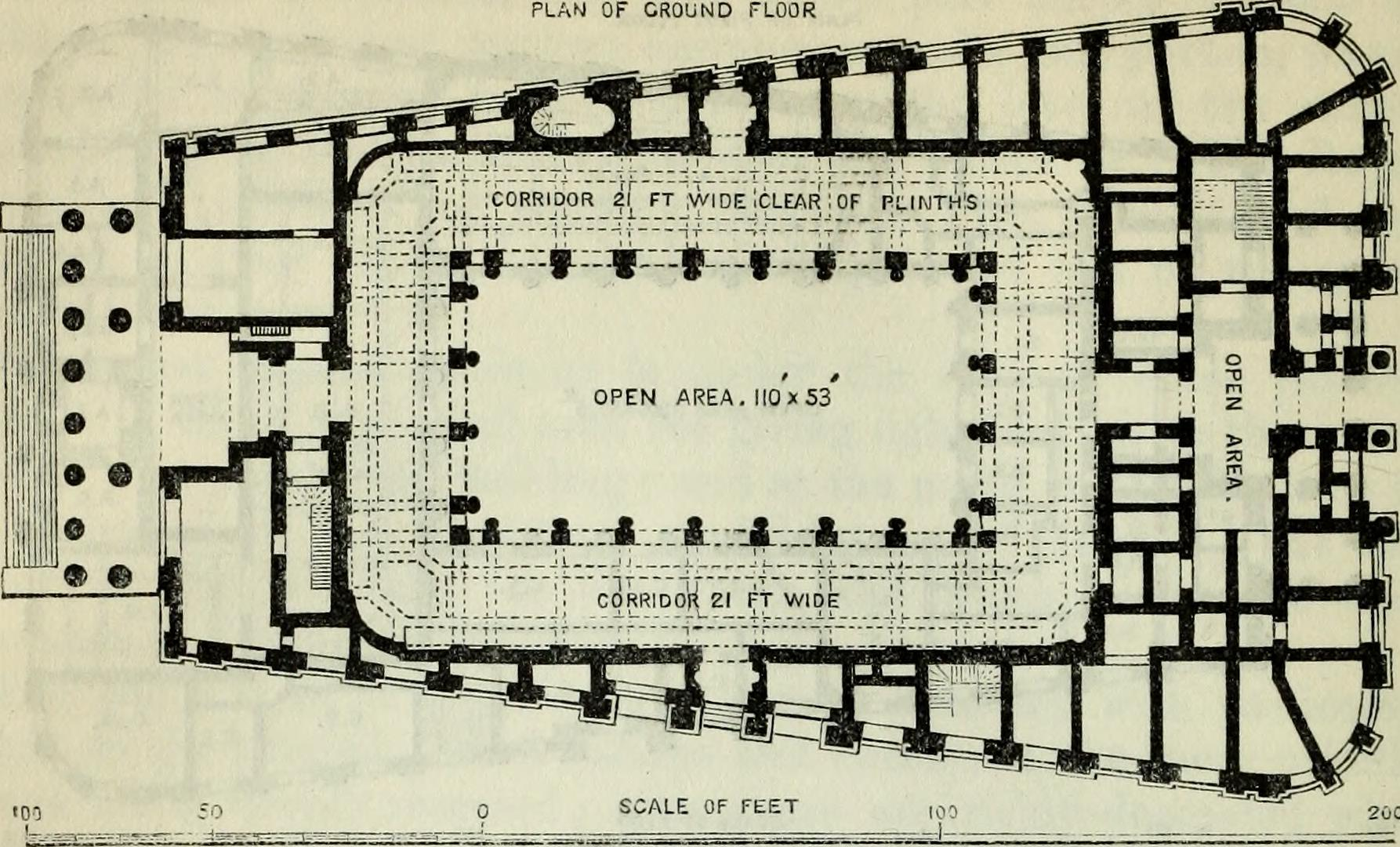

## روابط خارجية
- http://www.royalexchange-grandcafe.co.uk/
- الموقع الرسمي
- The Royal Exchange (Victorian Web)